# 孫善豪
孫善豪（1960年11月2日—2017年6月23日），臺灣政治學者、政治人物，曾任中國民主社會黨主席、國立政治大學政治系教授、東吳大學政治系兼任教授、華梵大學哲學系兼任教授，專長為馬克思主義、德國唯心論哲學、西洋政治思想史、意識型態、新儒家等。1960年出生，2017年去世，享寿57岁。

## 生平及理念
1964至1979年間就讀再興幼稚園、再興中小學。1979年就讀政治大學民族社會學系（現為民族學系、社會學系）。1983年就讀政治大學政治研究所，受時任政治大學哲學系沈清松指導，1986年完成碩士論文《對當代新儒家的實踐問題之探討：勞思光的政治哲學》。就讀政治研究所期間，1983至1984年間擔任研究生學會學術部長，1984至1985年間擔任研究生學會會長，並在中國文化大學擔任社會學講師。1985至1987年間擔任中國民主社會黨刊物《宇宙》主編、弘文館出版社編輯。1986年由時報出版《思光少作集》共七冊（張燦輝、關子尹等合編）。
1987年獲阿德諾基金會（Adenauer-Stiftung）獎學金負笈德國，隔年入學德國柏林自由大學哲學系，1991年獲中華民國教育部公費留學獎學金。1991至1992年擔任柏林中國學生會會長。受政治學院耶爾瑪·阿爾發特指導，1998年完成哲學博士論文《Kritik und Dialektik: zur Marxschen Methode》。
學成歸國後，2000年任教政治大學政治學系，也任教於東吳大學政治學系、華梵大學哲學系等。除了勤於筆耕外，也積極參與時政，擔任張君勱學會理事長、中國民主社會黨主席。思想體系以「批判是辨證的基礎、而辯證是批判的導線」 貫穿，政治理念為社會主義、內閣制，最推崇的知識份子為宋教仁、張君勱。

## 著作列表
列表為孫善豪著作：

### 著書
- 1988，《宰制與合法（上下卷）》（社會主義叢書003）。台北：稻鄉。
- 1999，《馬克思：作品選讀》（誠品人文經典）。台北：誠品。
- 2009，《批判與辯證：馬克思主義政治哲學論文集》。台北：唐山。
- 《個人與實踐：布達佩斯學派自選集》。

### 編著
- 勞思光（著），1986，張燦輝、關子尹等（編），《儒學精神與世界文化路向》（思光少作集一）。台北：時報。
- 勞思光（著），1986，張燦輝、關子尹等（編），《哲學與歷史》（思光少作集二）。台北：時報。
- 勞思光（著），1986，張燦輝、關子尹等（編），《哲學與政治》（思光少作集三）。台北：時報。
- 勞思光（著），1986，張燦輝、關子尹等（編），《知己與知彼：時論甲集》（思光少作集四）。台北：時報。
- 勞思光（著），1986，張燦輝、關子尹等（編），《遠慮與近憂：時論乙集》（思光少作集五）。台北：時報。
- 勞思光（著），1986，張燦輝、關子尹等（編），《西方思想淺談》（思光少作集六）。台北：時報。
- 勞思光（著），1986，張燦輝、關子尹等（編），《書簡與雜記》（思光少作集七）。台北：時報。
- 顧紹昌（著），孫善豪（編），1987，《公道、自由、社會民主》。台北：中國民主社會黨台北市黨部。
- 顧紹昌，2002，潘光哲、劉季倫等（主訪），《顧紹昌先生訪談錄》。台北：國史館。
- 2003，李福鐘、薛化元、陳儀深、潘光哲等（編），《自由中國選編-選集1：自由民主的基本概念》。台北：稻鄉。
- 2003，李福鐘、薛化元、陳儀深、潘光哲等（編），《自由中國選編-選集2：司法與人權》。台北：稻鄉。
- 2003，李福鐘、薛化元、陳儀深、潘光哲等（編），《自由中國選編-選集3：憲政問題 》。台北：稻鄉。
- 2003，李福鐘、薛化元、陳儀深、潘光哲等（編），《自由中國選編-選集4：言論自由》。台北：稻鄉。
- 2003，李福鐘、薛化元、陳儀深、潘光哲等（編），《自由中國選編-選集5：地方自治》。台北：稻鄉。
- 2003，李福鐘、薛化元、陳儀深、潘光哲等（編），《自由中國選編-選集6：黨國體制的批判》。台北：稻鄉。
- 2003，李福鐘、薛化元、陳儀深、潘光哲等（編），《自由中國選編-選集7：國際情勢與中國問題》。台北：稻鄉。

### 翻譯
- 1991，郭恆鈺、羅梅君 Mechthild Leutner（編），許琳菲等譯，《德國外交檔案1928-1938 年之中德關係》。台北：中央研究院近代史研究所。
- Erhard Eppler，2000，《重返政治》（Die Wiederkehr der Politik）。台北：聯經。
- Chantal Mouffe，2005，《回歸政治》（The Return of the Political）。台北：巨流。
- Martha Nussbaum，2010，《培育人文：人文教育改革的古典辯護》。台北：編譯館。
- Karl Marx and Friedrich Engels，2016，《德意志意識形態：I. 費爾巴哈原始手稿》（科技部經典譯註計畫）。台北：聯經。

## 註释
1. ↑  Sun, Shan-hao. . 1998: 178.
2. ↑  孫善豪. . 政治與社會哲學評論. 2017, (62): 195-213.
3. ↑  吳冠緯, 李煒. . 政治與社會哲學評論. 2017, (62): 221-228.